# Paul Biktor Börjesson
Paul Bernhard Biktor Börjesson, ogift Börjesson, född 27 december 1969 i Öckerö församling i Göteborgs och Bohus län, är en svensk musiker, producent och låtskrivare.
Paul Biktor Börjesson har varit verksam som lovsångsledare och musikansvarig i Tomaskyrkan, Stockholm. Med egna bandet Grand Central Winter släppte han plattan Silent Storm (2006). Tillsammans med Robert Eriksson har han gett ut trilogin Pilgrimssånger (2013), Vallfartssånger (2014) och Livets sånger (2016). Han har också gjort tolkningar av Blind Willie Johnsons verk på skivan What is the soul of a man? (2016). I övrigt har han samarbetat med artister som Bengt Johansson, Cyndee Peters, Micke Fhinn, Viola Grafström och Michael Jeff Johnson.
Paul Biktor Börjesson är sedan 2011 gift med Åsa Biktor (ursprungligen Olson, född 1973), med vilken han har en dotter (född 2012).

## Diskografi i urval
- 2006 – Silent Storm, Grand Central Winter[3]
- 2013 – Pilgrimssånger, David Media, Robert Eriksson, Paul Biktor Börjesson[6]
- 2014 – Vallfartssånger, David Media, Robert Eriksson, Paul Biktor Börjesson[7]
- 2016 – Livets sånger, David Media, Robert Eriksson, Paul Biktor Börjesson[8]
- 2016 – What is the soul of a man? Talking Music[3]
- 2019 - Hymn, David Media